# Barrage de Montézic
Le barrage de Montézic (ou barrage de Monnès) est un barrage en remblai situé dans le département de l'Aveyron, en France. Il forme le réservoir supérieur de la centrale de pompage-turbinage de Montézic.

## Géographie
L’installation hydroélectrique est située sur la commune de Montézic, dans le département de l’Aveyron. Elle est implantée sur le ruisseau des Vergnes.

## Histoire
Les travaux du barrage ont débuté en 1976 et sa mise en service a eu lien cinq ans plus tard, en 1981. En 2005, la préfecture a fait paraître un décret qui a donné jour à l’élaboration d’un plan de prévention des risques d'inondation en 2006.

## Exploitation
Le barrage appartient au Groupe d’exploitation hydraulique (GEH) Lot-Truyère, lui-même intégré à l’Unité de production Centre d’EDF. Le GEH Lot-Truyère regroupe quinze usines et seize barrages.

## Caractéristiques techniques
Le barrage de Monnès est un barrage « en remblai ». Il alimente la centrale de Montézic qui est une « station de transfert d’énergie par pompage » (STEP).
- Hauteur : 57 m
- Longueur : 820 m
- Largeur en crête : 7 m
- Largeur à la base : 210 m
- Volume du barrage : 1 600 000 m3

## Galerie

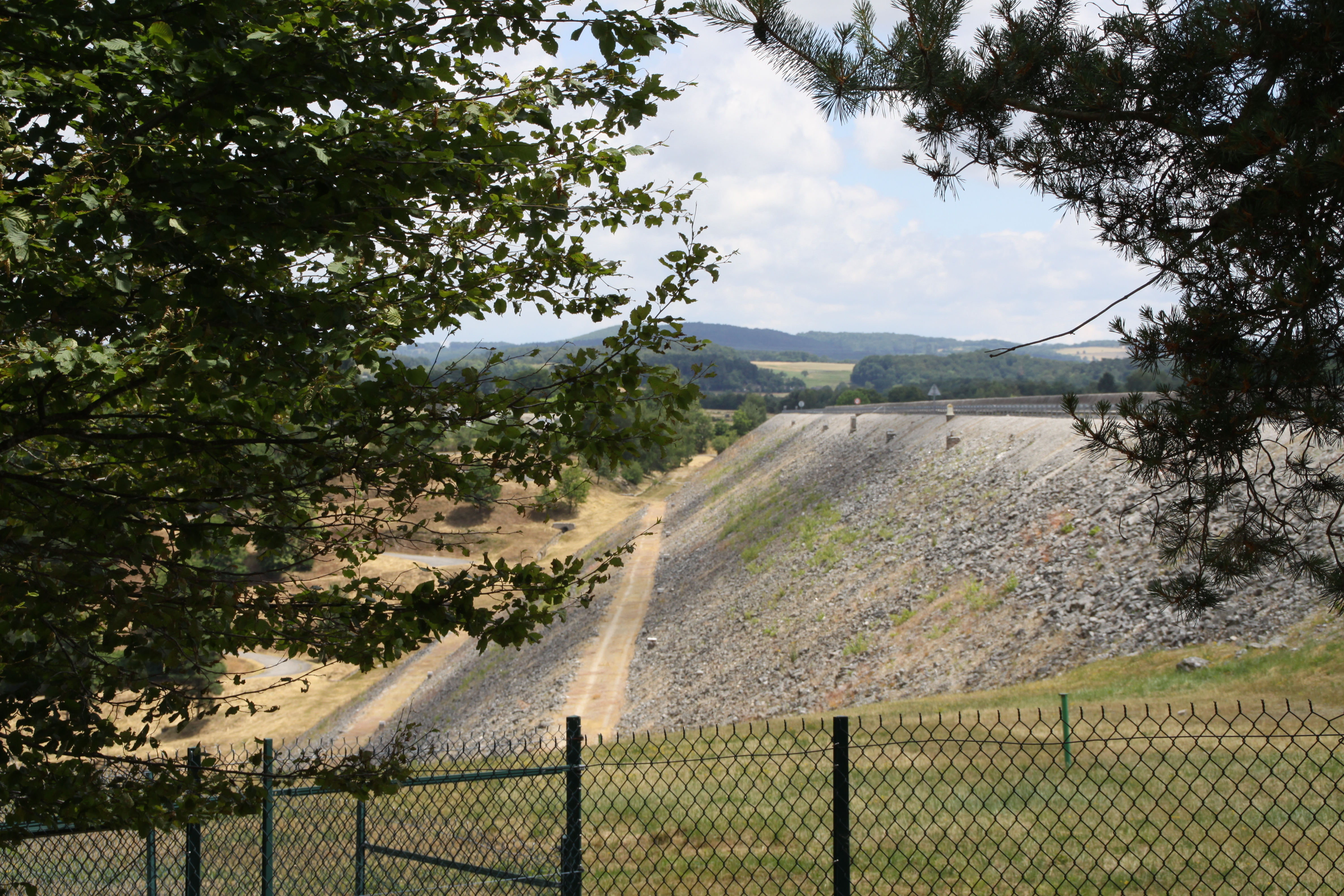
L'aval de la digue de Monnès.
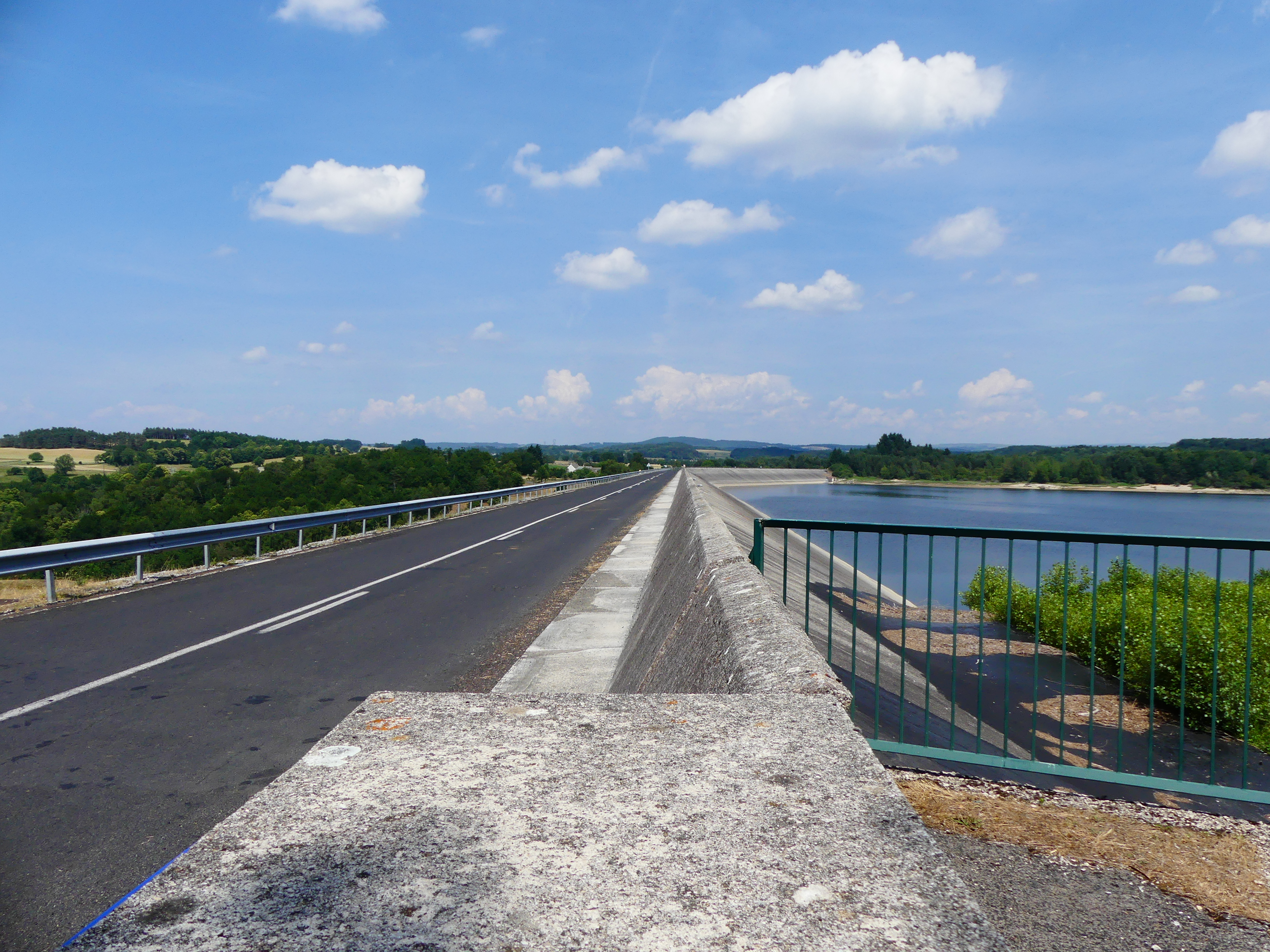
La RD 504 franchit la digue de Monnès.
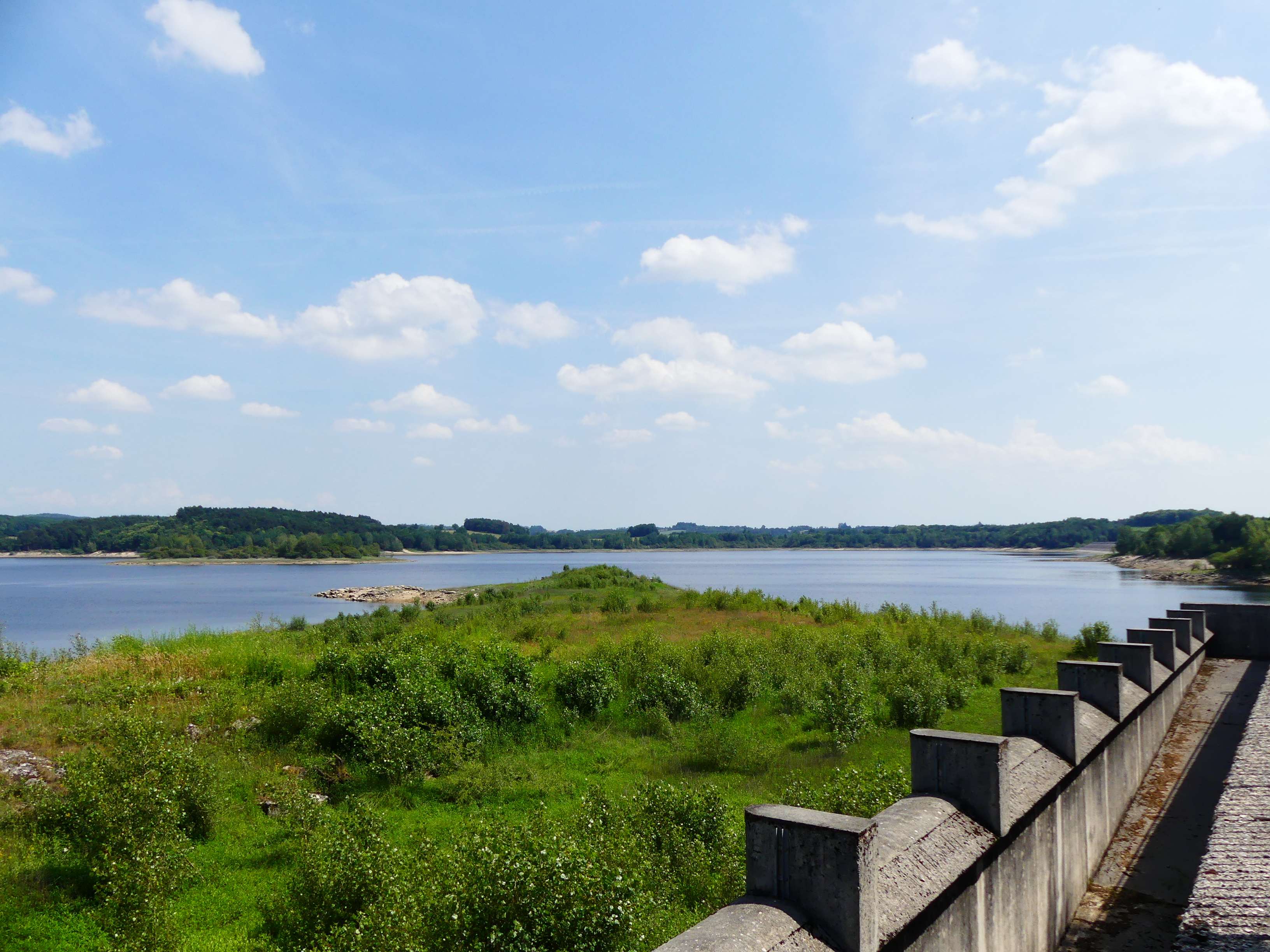
Le réservoir vu depuis la digue de Monnès vers le sud-est et la digue de l'Étang.